# Mestaruussarja 1952
La Mestaruussarja 1952 fu la quarantatreesima edizione della massima serie del campionato finlandese di calcio, la ventiduesima come Mestaruussarja. Il campionato, con il formato a girone unico e composto da dieci squadre, venne vinto dal KTP per la seconda edizione consecutiva.

## Squadre partecipanti
| Club          | Città       | Stagione 1951                      |
| ------------- | ----------- | ---------------------------------- |
| Haka          | Valkeakoski | 4º posto in Mestaruussarja         |
| Jäntevä       | Kotka       | 1º posto in Suomensarja Itälohko   |
| KIF           | Helsinki    | 7º posto in Mestaruussarja         |
| KTP           | Kotka       | Campione di Finlandia              |
| KuPS          | Kuopio      | 5º posto in Mestaruussarja         |
| Pyrkivä Turku | Turku       | 1º posto in Suomensarja Länsilohko |
| TPK           | Turku       | 3º posto in Mestaruussarja         |
| TPS           | Turku       | 6º posto in Mestaruussarja         |
| VPS           | Vaasa       | 8º posto in Mestaruussarja         |
| VIFK          | Vaasa       | 2º posto in Mestaruussarja         |

## Classifica finale
|  | Pos. | Squadra       | Pt | G  | V  | N | P  | GF | GS | DR  |
|  | ---- | ------------- | -- | -- | -- | - | -- | -- | -- | --- |
|  | 1.   | KTP           | 26 | 18 | 10 | 6 | 2  | 52 | 20 | +32 |
|  | 2.   | VIFK          | 22 | 18 | 10 | 2 | 6  | 43 | 22 | +21 |
|  | 3.   | Pyrkivä Turku | 21 | 18 | 8  | 5 | 5  | 41 | 26 | +15 |
|  | 4.   | Jäntevä       | 18 | 18 | 6  | 6 | 6  | 26 | 24 | +2  |
|  | 5.   | KuPS          | 18 | 18 | 7  | 4 | 7  | 28 | 31 | -3  |
|  | 6.   | VPS           | 16 | 18 | 7  | 2 | 9  | 29 | 32 | -3  |
|  | 7.   | Haka          | 16 | 18 | 7  | 2 | 9  | 32 | 45 | -13 |
|  | 8.   | KIF           | 16 | 18 | 6  | 4 | 8  | 31 | 45 | -14 |
|  | 9.   | TPK           | 15 | 18 | 5  | 5 | 8  | 22 | 39 | -17 |
|  | 10.  | TPS           | 12 | 18 | 5  | 2 | 11 | 18 | 38 | -20 |

Legenda:
      Campione di Finlandia
      Retrocesse in Suomensarja
Note:
Due punti a vittoria, uno a pareggio, zero a sconfitta.